# 務田駅
務田駅（むでんえき）は、愛媛県宇和島市三間町迫目にある、四国旅客鉄道（JR四国）予土線の駅である。駅番号はG45。標高は149.2 m。
隣の伊予宮野下駅とは0.9kmしか離れていない。6.3km離れた次の北宇和島駅との間では半径160 mの急カーブや最大30.0 ‰の急勾配が連続する予土線最大の難所で、車窓から壮大な風景を望むことができる。所要時間も10分以上かかる。

## 歴史
- 1914年（大正3年）10月18日：宇和島鉄道の駅として開業[1]。
- 1933年（昭和8年）8月1日：宇和島鉄道が国有化[1]。
- 1956年（昭和31年）12月1日：貨物取扱廃止[1]。
- 1964年（昭和39年）4月1日：業務委託駅となる[3]。
- 1971年（昭和46年）11月8日：荷物扱い廃止[1][4]。無人駅となる[5]。
- 1987年（昭和62年）4月1日：国鉄分割民営化により、JR四国の駅となる[1]。

## 駅構造
単式ホーム1面1線を有する地上駅。駅舎はなく無人駅となっており、二名駅や大内駅などと同様のデザインの待合室が設置されている。

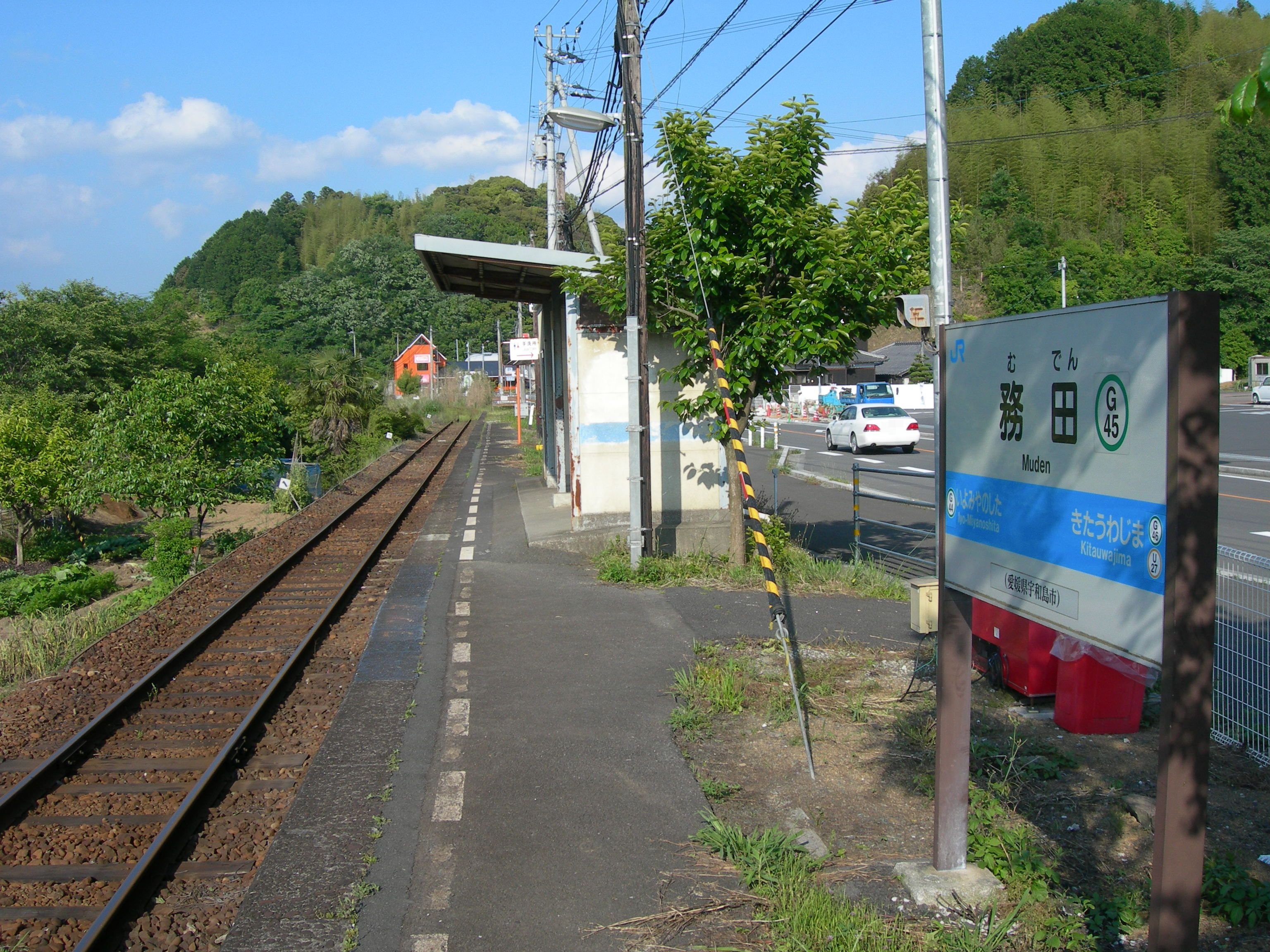
ホーム（2010年5月）

## 利用状況
1日の平均乗降人員は以下の通りである。
| 1日乗降人員推移 | 1日乗降人員推移 |
| 年度            | 1日平均人数     |
| --------------- | --------------- |
| 2011年          | 74              |
| 2012年          | 94              |
| 2013年          | 106             |
| 2014年          | 100             |
| 2015年          | 102             |
| 2016年          | 84              |
| 2017年          | 82              |
| 2018年          | 62              |

## 駅周辺
- 窓峠
- 四国霊場第四十一番札所龍光寺（約800m）
- 四国霊場第四十二番札所佛木寺（約4km）
- 松山自動車道三間IC
- 道の駅みま
- 畦地梅太郎記念美術館
- 井関邦三郎記念館

## 隣の駅
四国旅客鉄道（JR四国）
■予土線
伊予宮野下駅 (G44) - 務田駅 (G45) - 北宇和島駅 (G46)